# Jerzy Rygier
Jerzy Rygier (ur. 15 lutego 1887 r., zm. 17 czerwca 1952 w Lublinie) – polski przedwojenny aktor i reżyser teatralny i filmowy.

## Teatry
Występował w teatrach:
- 1907 - Teatr Polski w Poznaniu[2]
- 1908–1909 – Teatr Miejski we Lwowie
- 1909–1911 – Teatr Ludowy w Krakowie
- 1918–1926 – Teatr Miejski we Lwowie (z przerwą w latach 1919–1922)
- 1926–1930 – Teatr Miejski w Toruniu (w latach 1928–1930 jego dyrektor)
- 1931–1934 – Teatr Polski w Warszawie
- 1934–1937 – Teatry TKKT w Warszawie
- 1938–1938 – Teatr Miejski w Grodnie
- 1938–1939 – Teatr Polski w Warszawie
- 1946–1949 – Teatr Nowy w Poznaniu
- 1949–1950 – Teatr im. S. Żeromskiego w Kielcach
- 1950–1952 – Teatr im. J. Osterwy w Lublinie

## Filmografia[3]
- 1934 – Przeor Kordecki – obrońca Częstochowy, jako generał szwedzki Miller
- 1936 – Amerykańska awantura
- 1936 – Wierna rzeka, jako ojciec Miji
- 1936 – Róża (niewymieniony w czołówce)
- 1936 – Bolek i Lolek
- 1937 – Znachor
- 1939 – U kresu drogi